# Конотопська єпархія УПЦ (МП)
Коното́пська єпа́рхія — єпархія УПЦ (МП), що охоплює парафії північних районів Сумської області (Сіверщина). Межує на заході з Чернігівською, на сході — з Курською, на півночі — з Брянською областями.

## Історія
До 1994 року Конотопсько-Глухівська єпархія була складовою частиною Сумської єпархії РПЦвУ. З липня 1994 року виділена як самостійна — Глухівська, юрисдикція якої поширювалася на Глухівський, Конотопський, Кролевецький, Буринський, Путивльський, Середино-Будський, Шосткинський і Ямпільський райони Сумської області.
19 травня 1998 року рішенням синоду УПЦ МП Глухівська єпархія була перейменована на Конотопську з титулом правлячого архієрея «Конотопський і Глухівський».

## Єпархіальне управління
- Адреса: 41400, місто Глухів, вулиця Спаська, 2.
- Секретар єпархії — протоієрей Стефан Шутко.
- Прес-секретар — Оксана Коваленко.[3]

## Єпископи

### Глухівське вікаріатство
- Матфій (Храмцев) (23 квітня — 1 травня 1923)
- Дамаскін (Цедрик) (18 листопада 1923 — 15 вересня 1924)

### Конотопске вікаріатство
- Іоанн (Доброславін) (1923 — 26 березня 1924)

### Глухівська і Конотопська єпархія
- Пантелеймон (Романовський) (22 червня 1993 — 29 грудня 1993)
- Іонафан (Єлецьких) (29 грудня 1993 — 27 липня 1995)
- Анатолій (Гладкий) (27 липня 1995 — 19 травня 1998)

### Конотопська і Глухівська єпархія
- Анатолій (Гладкий) (19 травня 1998 — 30 березня 1999)
- Інокентій (Шестопаль) (30 березня 1999 — 8 травня 2008)
- Лука (Коваленко) (8 травня 2008 — 23 грудня 2010)
- Іосиф (Масленніков) (23 грудня 2010 — 20 липня 2012)
- Роман (Кимович) (з 22 липня 2012)

### Ямпільське вікаріатство
1. Іосиф (Масленніков) єпископ Ямпільський (20 липня 2012 — 25 вересня 2013)

## Храми і монастирі
У єпархії діє:
- Свято-Різдва Богородиці Глинська Пустинь — чоловічий монастир (ставропігійний) у селі Соснівка Глухівського району, заснований у 1557 році;
- Софронієво-Мовчанська печерська пустинь Різдва Пресвятої Богородиці, село Нова Слобода Путивльського району;
- Свято-Різдва Богородиці Молченський жіночий монастир, що знаходиться у місті Путивль.

Найзначніші храми єпархії:
- Трьох-Анастасіївский кафедральний собор (Глухів);
- Вознесенський кафедральний собор (Конотоп);
- Миколаївська церква (Глухів).